# Hypercube - Il cubo 2
Hypercube - Il cubo 2 (Cube 2: Hypercube) è un film del 2002 diretto da Andrzej Sekuła.
Secondo capitolo della trilogia di film realizzata dopo il successo del film Cube - Il cubo di Vincenzo Natali, il film ricalca il precedente, ma con una diversa ambientazione, dove si introducono la quarta dimensione e l'iperspazio. Nel 2004 è uscito il prequel Cube Zero.
Il film ha vinto il premio della critica al Festival internazionale del cinema di Porto del 2005.

## Trama
Otto sconosciuti si risvegliano in un misterioso luogo costituito da stanze cubiche con una porta ad ogni faccia che conduce ad un altro livello. Non tardano a capire che le stanze si muovono, non solo nello spazio, ma anche nel tempo, e molte contengono trappole mortali. Benché inizialmente i prigionieri sembrino non avere niente in comune, comprenderanno di essere in un qualche modo legati, anche in modo indiretto, ad una delle maggiori aziende produttrici di armi, la "Izon". Infatti Simon è un investigatore privato assoldato dai genitori di Rebecca, una dipendente della stessa compagnia scomparsa; Sasha, la ragazza cieca, è una hacker nata in provetta responsabile di avere progettato i principi del cubo a quattro dimensioni; Max è un programmatore di videogiochi; Jerry ha costruito le pareti a sensori; Mrs. Paley è un'ex-matematica che ha collaborato con la compagnia per la progettazione; infine Julia è l'avvocato che rappresenta la Izon.
Non tutti rivelano subito il loro legame con l'azienda; dal momento che il Cubo funziona su un piano multidimensionale, i protagonisti si imbattono in realtà differenti incontrando loro stessi e vedendo, talvolta, che il "gioco" è per loro finito male. Il tempo non ha senso, in alcune stanze tutto scorre molto più velocemente. Un esempio è il ritrovamento dei cadaveri in stato di mummificazione di Max e Julia da parte di Kate, i quali avevano intrapreso un rapporto intimo all'interno di un livello dove l'andamento temporale era molto più veloce del normale. O di Simon, impazzito, che viene scalciato da Kate all'interno di un'altra stanza e la donna lo ritrova pochi secondi dopo all'imbocco di questa invecchiato di decenni. Un numero si presenta più volte all'attenzione dei protagonisti: 60659.
Alla fine Kate scoprirà che era l'orario scoperto da uno dei prigionieri in cui l'ipercubo sarebbe dovuto implodere mischiando tutte le dimensioni. Grazie a questa scoperta la psicoterapeuta Kate si salva e, benché sembrasse essere l'unica a non avere legami con la Izon, alla fine si rivela un agente della stessa società, porgendo il ciondolo di Sasha contenente dati riguardanti il cubo ad un ufficiale. Viene quindi uccisa da un militare. Una voce fuori campo racconta che la Izon aveva raggiunto due scopi: testare l'ipercubo ed eliminare ogni persona che avesse preso direttamente parte al progetto.